# Helen Schifano
Pour les articles homonymes, voir Schifano.
Helen Schifano (née à Newark le 13 avril 1922 et morte le 9 novembre 2007 dans le New Jersey) est une gymnaste américaine. Elle participe aux Jeux olympiques d'été de 1948 et remporte la médaille de bronze au concours général par équipe.

## Palmarès

### Jeux olympiques
- Londres 1948
  -  Médaille de bronze.